# IC 2846
IC 2846 је спирална галаксија у сазвјежђу Лав која се налази на листи објеката дубоког неба у Индекс каталогу.
Деклинација објекта је + 11° 9' 31" а ректасцензија 11h 28m 0,4s. Привидна величина (магнитуда) објекта IC 2846 износи 14,5 а фотографска магнитуда 15,3. IC 2846 је још познат и под ознакама MCG 2-29-29, CGCG 67-80, NPM1G +11.0278, IRAS 11254+1126, PGC 35283.